# Мельник Олександр Володимирович (кінорежисер)
Олекса́ндр Володи́мирович Ме́льник (11 червня 1958, Ворошиловоградська область, Українська РСР, СРСР — 8 вересня 2021) — російський кінорежисер і сценарист, член гільдії кінорежисерів Росії. Батько продюсера Антона Мельника, генерального директора кінокомпанії «Андріївський прапор», члена Спілки кінематографістів Росії, члена Академії кінематографічних мистецтв «Ніка», лауреата премії «Ніка».

## Біографія
Народився 11 червня 1958 року в селищі Червоний партизан Свердловського району Ворошиловоградсбкій області, СРСР.
У 1980 році закінчив Одеський гідрометеорологічний інститут за спеціальністю інженер-гідролог. Працював на полярній станції в морі Лаптєвих (Тиксинське управління гідрометслужби). Брав участь у гідрологічних експедиціях в басейнах Північного Льодовитого і Тихого океанів.
- 1980—1982 рр. — проходив строкову службу в лавах Радянської армії.
- 1984—1992 рр. — кореспондент у редакціях газет «Радянська Молдавія» і «Вечірній Кишинів». Автор книг «Гаряче випробування» (1988), «Божевільне дзеркало» (1991) і ряду п'єс.
- 1992—1997 рр. — генеральний директор видавництва «Андріївський прапор» (м. Москва)[4].
- 1992—2006 рр. — президент громадської організації Фонд Андрія Первозванного[5]
- 2001—2006 рр. — президент громадської організації Центр Національної Слави Росії[6]
- З 2006 року — кінорежисер.

## Фільмографія

### Режисер
- 2008 — «Нова Земля»
- 2015 — «Територія»

### Сценарист
- 2015 — «Територія»

## Родина
Одружений, має трьох дітей і десятьох онуків.
- Син Антон Мельник.